# MechWarrior 4: Vengeance
MechWarrior 4: Vengeance è un videogioco pubblicato da Microsoft il 24 novembre del 2000. Si tratta di una simulazione di pilotaggio di mech (con visuale in prima o in terza persona) ricavata dal gioco da tavolo BattleTech, dell'editore FASA. L'espansione MechWarrior 4: Black Knight, è stata pubblicata il 30 novembre del 2001, mentre un ulteriore episodio, MechWarrior 4: Mercenaries (questa volta stand-alone), è uscito il 7 novembre del 2002. Nel frattempo, il 14 giugno del 2002 era già uscito MechWarrior 4: Inner Sphere Mech Pak, seguito, il 25 luglio dello stesso anno, da MechWarrior 4: Clan Mech Pak, entrambe espansioni realizzate da Cyberlore Studios per Microsoft. MechWarrior 4: Vengeance dispone di una colonna sonora (di 32 brani) creata dal compositore statunitense Duane Decker.

## Trama
L'ambientazione generale è quella di BattleTech, dove l'umanità ha colonizzato una larga porzione di Via Lattea, poi suddivisa in Stati interstellari controllati da dinastie nobiliari guerrafondaie. In conseguenza di ciò, la galassia è divenuta teatro di ostilità interminabili. I mech detti BattleMech, macchine imponenti e avanzate, in genere antropomorfe, condotte da un'élite di piloti chiamati MechWarrior, sono determinanti sui campi di battaglia.
Nel 3060, l'Arconte Katherine Morgan Steiner-Davion (guida della neo Alleanza Lirica, già Commonwealth Lirico) approfittò dell'assenza del fratello Victor (l'allora Principe-Arconte del Commonwealth Federativo, nonché Principe dei Soli Confederati) per usurpare il trono del Commonwealth Federativo. Nel 3062 ebbe inizio, ufficialmente, la sanguinosa Guerra Civile del Commonwealth Federativo.
Un terremoto di natura artificiale risveglia, all'alba, la foresta che abbraccia la capitale. Imponenti macchine antropomorfe avanzano in formazione, abbattendo alberi vertiginosi: è il 5º Reggimento Donegal Guards, sotto il comando di Lord Marcus Roland. Gli apparati radar individuano la minaccia, ma l'attacco è massiccio. La Guardia Reale Sigma esce dall'hangar con i propri mech, ma prima che riesca a spingersi fino alla zona degli scontri, viene raggiunta da una selva di missili a corto raggio del 5° Donegal Guards. Unico superstite, Tarquin Cardona (il comandante della Guardia Reale), guadagna il centro della capitale: la scena è d'immediata brutalità. Gli invasori stanno mettendo a ferro e fuoco l'ambito cittadino.

### La storia
XXXI secolo. Il pianeta Kentares IV, è stato "contagiato" dalla Guerra Civile del Commonwealth Federativo, dopo che William Dresari, nipote del duca e sovrano Eric Dresari, ha tradito la propria famiglia e si è impadronito del trono, nel 3062, con l'appoggio di Katherine (Katrina) Steiner-Davion, Arconte dell'Alleanza Lirica.
Dopo lo smarrimento iniziale per l'attacco delle forze Steiner al palazzo reale dei Dresari, assalto che ha cagionato la morte di Eric Dresari (oppositore dichiarato di Katrina Steiner-Davion) e della maggior parte dei membri della famiglia reale, la casata dei Dresari organizza una resistenza: è l'anno 3063.
Ian Dresari, figlio di Eric, tornato dalle lontane Guerre dei Clan (attuate contro una poderosa forza militare che ha preso d'assalto la Inner Sphere), dopo aver ricevuto l'ultimo messaggio del padre, raggiunge lo zio e colonnello Sir Peter Dresari in una base occultata su Columbia, la luna orbitante attorno a Kentares IV, determinato a partecipare alla campagna di guerriglia per liberare il pianeta. Ian combatte al fianco dei propri commilitoni della Resistenza (ciascuno pilota di BattleMech, maiuscoli robot da guerra): sono i MechWarrior Casey Nolan, Jen McQuarrie, Jules Gonzales e l'ufficiale tattico Elise Rathburn.
In seguito ai successi ottenuti in diverse operazioni, la Resistenza lascia la base lunare e raggiunge le regioni artiche di Kentares IV. Ma presto, Peter Dresari, a bordo del proprio mech, viene abbattuto da un ufficiale di alto rango delle forze della Casata Steiner, tale Duncan Burke.
Ian (ereditato il comando della Resistenza) è prostrato per la perdita dello zio e s'interroga sul prosieguo della guerra di liberazione. Presa la decisione di continuare, viene pianificata la cattura di un satellite per le telecomunicazioni militari degli Steiner: l'obbiettivo di spiare il nemico viene raggiunto.
Dopo avere distrutto una Nave da Sbarco nemica, in avaria, ma pesantemente difesa, la Resistenza giunge nella remota regione desertica della Penisola Hadra. Intanto, voci sulla presenza di un campo di prigionia in corso di smantellamento, giungono alla Resistenza e un ulteriore sforzo viene compiuto al fine di localizzare e liberare il campo ed arruolare soldati per la causa. Lungo la strada, Ian ritrova uno dei propri familiari sopravvissuti: è la sorella minore Joanna. I due fratelli, dopo una breve riunione, vengono separati a causa dei piani della Resistenza (a Joanna viene affidato il comando di una propria unità di MechWarrior, mentre sotto l'autorità del fratello, si aggrega il pilota di mech Terra Risner, riscattata dal campo di prigionia).
Le ostilità procedono per zone paludose e Ian s'imbatte in James Kulin e lo uccide: Kulin era l'ufficiale incaricato da Lord Marcus Roland (nobile che Katrina Steiner-Davion ha messo a capo dell'occupazione di Kentares IV) di reprimere la ribellione della popolazione civile del pianeta. L'ufficiale, era inoltre responsabile d'aver personalmente impartito l'ordine di esecuzione contro la famiglia reale (su direttiva di Marcus Roland).
Ian, decide di fare una breve deviazione per difendere la città costiera di Vale che Lord Marcus Roland, ha minacciato di bombardare a causa di alcune accuse di complicità con i ribelli. Lì, la Resistenza salva la popolazione e Ian riesce a sconfiggere in uno scontro frontale, Duncan Burke, l'assassino di suo zio.
Avvicinandosi al centro nevralgico di comando degli Steiner (battagliando in ambientazioni urbane), la guerra s'inasprisce e le perdite per la Resistenza salgono decisamente. Joanna informa il fratello d'avere ottenuto notizie sulla presenza di un vecchio arsenale nascosto, adeguatamente fornito di materiale e BattleMech pesanti, sufficienti per attaccare il palazzo Dresari, ora sede degli occupanti. Ma prima che la ricerca possa essere avviata, Joanna e suoi uomini cadono in un'imboscata, nel corso della quale la nobile viene gravemente ferita. Il tempo stringe e Ian si trova di fronte ad un bivio: salvare la sorella in pericolo di vita o appropriarsi del deposito d'armi necessario alla causa. A prescindere dalla strada percorsa, Ian e la Resistenza si troveranno ad affrontare, in un ultimo scontro, la casata rivale.
Nello scorcio finale della conclusiva operazione, William Dresari, sfida a duello il cugino Ian, e viene sconfitto, liberando il pianeta dalla morsa di Katrina Steiner-Davion.
Nell'evenienza in cui Ian, durante l'operazione di ricerca del deposito d'armi, abbia deciso di soccorrere la sorella, sarà proprio Joanna ad ascendere al trono di Kentares IV; diversamente, sarà lui a succedere al padre (la sorella, in questo ramo della storia, sarà stata prima catturata, quindi sottoposta a fucilazione da un plotone d'esecuzione).

## Modalità di gioco
I modelli di mech presenti in gioco sono circa 20, appartenenti a quattro diverse classi di stazza.
Le categorie di armi impiegabili, a energia, balistiche e missilistiche, vengono rese più efficaci da una varietà di congegni complementari elettronici di monitoraggio e puntamento. Va considerato altresì, che tutte le classi indicate, liberano quantità di calore deleterio per il regolare funzionamento del mech; oltrepassata una certa soglia di sicurezza, si innesca infatti l'auto-spegnimento temporaneo del BattleMech.

### Campaign (Campagna)
Your father,
10/18/3072»
(Manuale BattleTech per MechWarrior.)
La campagna singleplayer consta di 26 missioni suddivise in 7 operazioni (a loro volta contenenti da 3 a 6 sotto-missioni). Esistono sei differenti ambientazioni: lunare, artica, alpina, desertica, palustre, urbana. Con il progredire del gioco, più BattleMech (suddivisi in quattro categorie: leggeri, medi, pesanti e d'assalto), armi e protezioni attive vengono messe a disposizione del giocatore. Nelle sezioni che precedono le missioni, è possibile sostituire il mech da pilotare, gli armamenti, tipologia di armatura, i sistemi difensivi elettronici e la mimetizzazione con cui equipaggiarlo (tutte queste opzioni sono disponibili anche per i BattleMech dei gregari che accompagnano il giocatore in battaglia).

### Instant Action (Azioni Singole)
In Azioni Singole sono disponibili le seguenti modalità:
- Mission Play (Missione). Questa modalità permette di rigiocare a missioni della Campagna, scegliendo fra ambientazioni diurne o notturne e facendosi accompagnare da un massimo di tre gregari.
- Training (Addestramento). È la modalità propedeutica alla Campagna.
- Wave (Ondate). Modalità che consente di battagliare contro ondate cicliche di nemici (fino ad un massimo di quattro per incursione). Qui, è possibile impostare preventivamente livello di difficoltà, ora del giorno, scenario, numero di vite e di assalti da rintuzzare.
- Master Trials (Simulazioni complesse). Qui, tutti i parametri della missione vengono generati casualmente dal gioco.

### Multiplayer
Il gioco presenta diverse modalità multiplayer:
- Destruction (Distruzione). A squadre o individuale, in questa modalità di gioco le regole impongono di abbattere quanti più mech avversari possibile, nel tempo stabilito.
- Attrition (Attrito). A squadre o individuale, è simile a Destruction, ma qui si ottengono punti anche solo infliggendo danni all'avversario.
- Capture the Flag (Cattura la Bandiera). Solo a squadre, modalità in cui si deve catturare il vessillo avversario difendendo il proprio.
- King of the Hill (Il Re della Collina). A squadre o individuale, in questa modalità si deve mantenere il dominio su di un'area il più a lungo possibile.
- Steal the Beacon (Ruba la Bandiera). A squadre o individuale, in questa modalità è necessario mantenere il possesso di un segnalatore fino al limite temporale stabilito.

## Mech Pak

### MechWarrior 4: Inner Sphere Mech PakeMechWarrior 4: Clan Mech Pak
Nell'estate del 2002, Microsoft ha pubblicato due add-on per MechWarrior 4: Vengeance, ovvero MechWarrior 4: Inner Sphere Mech Pak  e MechWarrior 4: Clan Mech Pak. Entrambi i prodotti (sviluppati da Cyberlore Studios) contengono quattro nuovi BattleMech, mappe, armi ed equipaggiamenti elettronici, impiegabili solo in modalità Azioni Singole o Multiplayer e non nella Campagna singleplayer.

## MechWarrior 4: Compilation
MechWarrior 4: Compilation è una raccolta uscita il 27 settembre del 2004 contenente insieme i giochi MechWarrior 4: Vengeance, MechWarrior 4: Black Knight e MechWarrior 4: Mercenaries.